# Marthea Rebne Stenseth
Oleane Marthea Rebne Stenseth (* 5. Dezember 1990) ist eine ehemalige norwegische Skispringerin, Trainerin und Funktionärin.

## Werdegang
Stenseth begann in der Jugend als Skilangläufern. 2005 bestritt sie das Hovedlandsrennet und gewann in ihrer Altersklasse (Mädchen 14 Jahre). Anschließend wechselte sie zum Skispringen. Sie bestritt im März 2006 als Teilnehmerin der nationalen Gruppe ein Springen im Rahmen des Skisprung-Continental-Cup. Als 27. in Våler gewann sie vier Continental-Cup-Punkte. Mit diesen Punkten belegte sie am Ende der Saison 2005/06 den 59. Platz, punktgleich mit Brittany Rhoads. Bereits 2005 nahm sie bei Showspringen auf dem Gjerdrumsbakken teil und wurde 22.
Im Mai 2010 übernahm Rebne Stenseth den Trainerposten im norwegischen Nachwuchskader sowie die Leitung des Perspektivprojektes für die Olympischen Winterspiele 2014 in Sotschi sowie für die Nordischen Skiweltmeisterschaften 2021 in Trondheim, welche jedoch später an Oberstdorf vergeben wurden. In der Saison 2011/12 betreute sie den Continental-Cup-Kader Norwegens als Co-Trainerin. Von 2012 bis 2014 absolvierte sie ihre Trainerausbildung mit dem Abschluss Top Trener II an der Technisch-Naturwissenschaftlichen Universität Norwegens. In der gleichen Zeit war sie als Funktionärin im Norwegischen Skiverband im Bereich Skispringen aktiv. 2014 begann sie ein Medizinstudium an der Universität Oslo.
Im Februar 2016 betreute Rebne Stenseth die norwegischen Nachwuchsspringer als Trainerin bei den Olympischen Jugend-Winterspielen in Lillehammer.

## Erfolge

### Continental-Cup-Platzierungen
| Saison  | Sommer | Sommer | Winter | Winter | Gesamt | Gesamt |
| Saison  | Platz  | Punkte | Platz  | Punkte | Platz  | Punkte |
| ------- | ------ | ------ | ------ | ------ | ------ | ------ |
| 2005/06 | –      | –      | –      | –      | 059.   | 004    |